# Charles Kirkconnell International Airport

i7
i11
i13
Der Charles Kirkconnell International Airport (bis 2012 Gerrard-Smith International Airport, IATA-Code: CYB, ICAO-Code: MWCB) ist ein internationaler, ziviler Flughafen auf den Cayman Islands, einem Britischen Überseegebiet. Er ist der einzige Flughafen der Insel Cayman Brac und befindet sich an deren äußerstem westlichen Ende. Die einzige Start- und Landebahn verläuft ungefähr parallel zur Südküste der Insel.

## Geschichte
Im Jahr 1954 begannen Freiwillige mit dem Bau einer zunächst nur weniger als 400 Meter langen Landebahn auf Cayman Brac. 1955 wurde die nun auf rund 820 Meter Länge erweiterte und asphaltierte Start- und Landebahn fertiggestellt und der Flughafen unter dem Namen „Gerrard-Smith Airport“ eröffnet. Cayman Brac Airways, eine Vorläufergesellschaft der Cayman Airways, richtete eine regelmäßige Flugverbindung nach Grand Cayman, der Hauptinsel der Cayman Islands, ein. Im Jahr 1968 wurde die Bahn auf etwa 1000 Meter verlängert, um den Betrieb mit Flugzeugen des Typs Douglas DC-3 zu ermöglichen. Ein weiterer Ausbau der Start- und Landebahn auf die heutigen Abmessungen erfolgte 1985.
Der Terminal aus den 1980er Jahren wurde von 2012 bis 2015 erweitert und in Einklang mit internationalen Standards gebracht. Anlässlich des Beginns dieser Arbeiten wurde der Flughafen am 14. Juli 2012 in „Charles Kirkconnell International Airport“ umbenannt.

## Flughafenanlagen

### Bewegungsfläche
Die einzige Start- und Landebahn des Flughafens verläuft in Ost-West-Richtung, ist asphaltiert und hat eine Länge von 1829 Metern. Ihre Einordnung unter ICAO-Referenzcode 4C bezeichnet sie als geeignet zur Aufnahme von Flugzeugen der Größe einer Boeing 737 oder eines Airbus A320. An beiden Enden der Bahn ist je eine Endsicherheitsfläche (RESA) ausgewiesen, deren westliche jedoch teilweise ins Meer hinausragt und deshalb nicht den Kriterien der ICAO entspricht. Darüber hinaus erreicht der Sicherheitsstreifen auf der Südseite der Landebahn über eine längere Strecke nicht die vorgeschriebene Mindestbreite von 75 Metern ab Landebahnmitte.
Die Start- und Landebahn ist für beide Richtungen mit Endbefeuerung (REIL), Pistenrandbefeuerung hoher Intensität (HIRL) und Präzisions-Anflug-Gleitwinkelbefeuerung (PAPI) ausgerüstet. Ein etwa 1800 Meter östlich des Flughafens positioniertes NDB dient als Navigationshilfe.
Eine ungefähr 150 Meter lange, mit Rollbahnrandfeuern ausgerüstete Rollbahn verbindet die Start- und Landebahn mit dem nördlich von ihr gelegenen Flughafenvorfeld. Dieses hat eine Fläche von rund 12.100 m² und bietet Parkpositionen für zwei Flugzeuge von der Größe einer B 737 oder bis zu vier Flugzeuge von der Größe einer DHC-6 Twin Otter. Der östliche Bereich des Vorfelds ist für die Allgemeine Luftfahrt vorgesehen.

### Terminal
An der Nordseite des Vorfelds befindet sich der zuletzt von 2012 bis 2015 umgebaute und erweiterte Terminal. Das Gebäude bietet Raum für eine Abflughalle mit neun Check-in-Schaltern, einer Snack-Bar und einem Andenkenladen, eine Ankunftshalle sowie Büroflächen. Bei den jüngsten Erweiterungen wurden eine internationalen Standards genügende Anlage zur Gepäckkontrolle und eine neue Gepäckausgabe installiert. In das Terminalgebäude ist auch der Tower integriert.

### Weitere Einrichtungen
Die Betankung von Flugzeugen erfolgt mittels Tankwagen sowie einer Zapfsäule im Nordosten des Vorfelds. Das Flugbenzin wird in einem Tanklager östlich des Terminals aufbewahrt.
Westlich des Terminals ist die Flughafenfeuerwehr stationiert, die über zwei Flugfeldlöschfahrzeuge verfügt.
Ein 200-kVA-Notstromaggregat gewährleistet bei Stromausfall eine für die Aufrechterhaltung des Flughafenbetriebs ausreichende Versorgung mit elektrischer Energie.
Für Passagiere, Besucher und Angestellte stehen drei Parkplätze mit 106 Kurzzeitparkständen (davon drei Behindertenparkplätze), 45 Langzeitparkständen und 19 Parkständen für Flughafenbeschäftigte zur Verfügung.

## Fluggesellschaften und Ziele
Der Flughafen wird im Linienverkehr von der Fluggesellschaft Cayman Airways bedient, die mehrmals täglich Flüge von und nach Grand Cayman und Little Cayman durchführt. Ferner landet derzeit (Stand November 2019) einmal wöchentlich ein Nonstop-Flug aus Miami auf dem Charles Kirkconnell International Airport, der ebenfalls von Cayman Airways mit einer Boeing 737 durchgeführt wird. Die internationalen Flugverbindungen der Cayman Islands werden aber fast ausschließlich über Grand Cayman abgewickelt.

## Verkehrszahlen
| Jahr | Fluggastaufkommen | Luftfracht (inkl. Luftpost) [in Tonnen] |
| ---- | ----------------- | --------------------------------------- |
| 2016 | 79.427            | 107                                     |
| 2015 | 66.455            | 93                                      |
| 2014 | 59.753            | 137                                     |
| 2013 | 58.242            | 133                                     |
| 2012 | 65.106            | 240                                     |
| 2011 | 83.483            | 189                                     |
| 2010 | 51.375            | 217                                     |
| 2009 | 56.922            | 253                                     |
| 2008 | 65.861            | 377                                     |
| 2007 | 59.777            | 337                                     |
| 2006 | 70.187            | 197                                     |
| 2005 | 72.031            | 201                                     |
| 2004 | 72.297            | 151                                     |
| 2003 | 64.859            | 150                                     |